# Diana

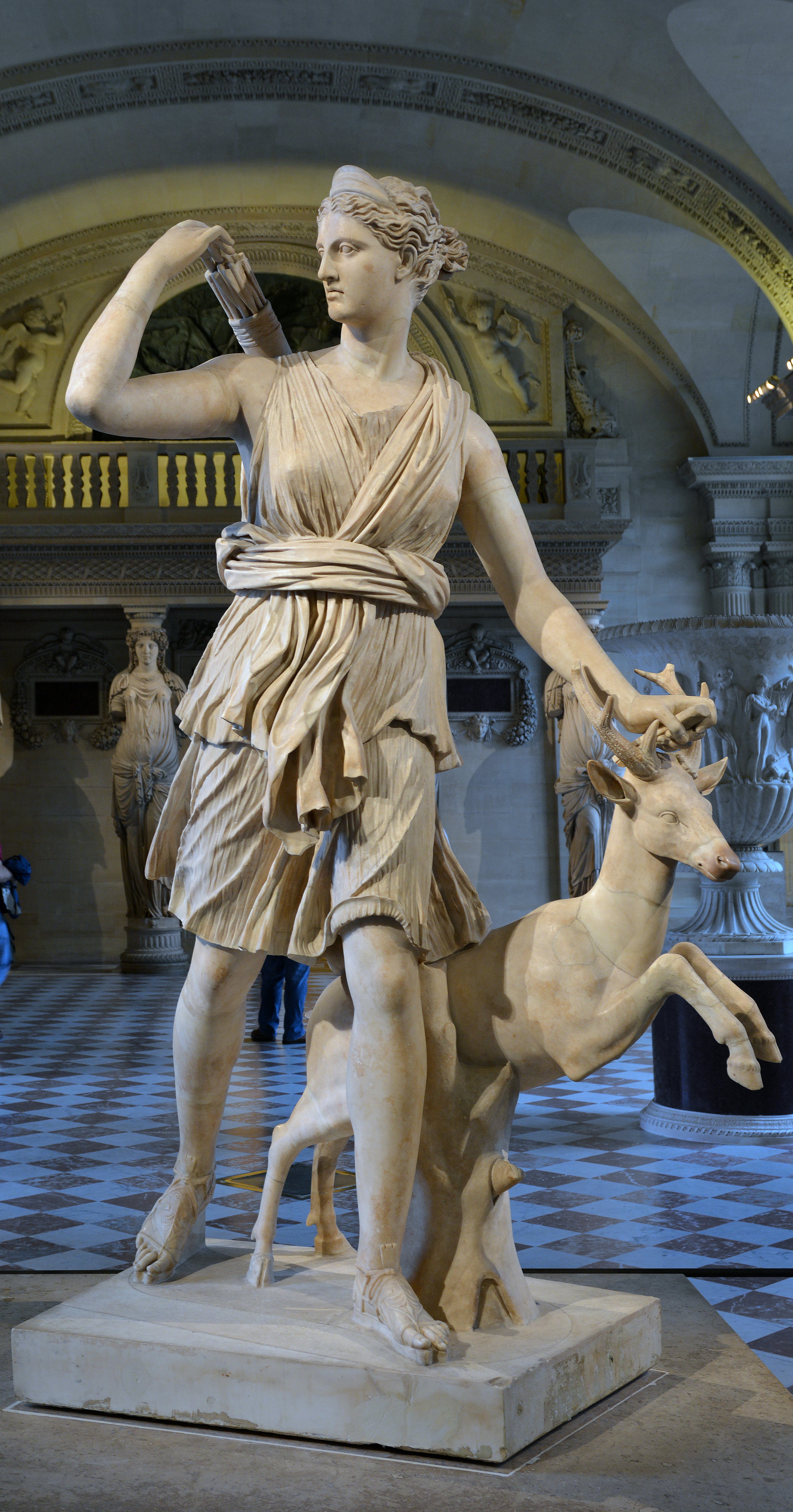
Diana von Versailles
(1.–2. Jahrhundert, Louvre, Paris)

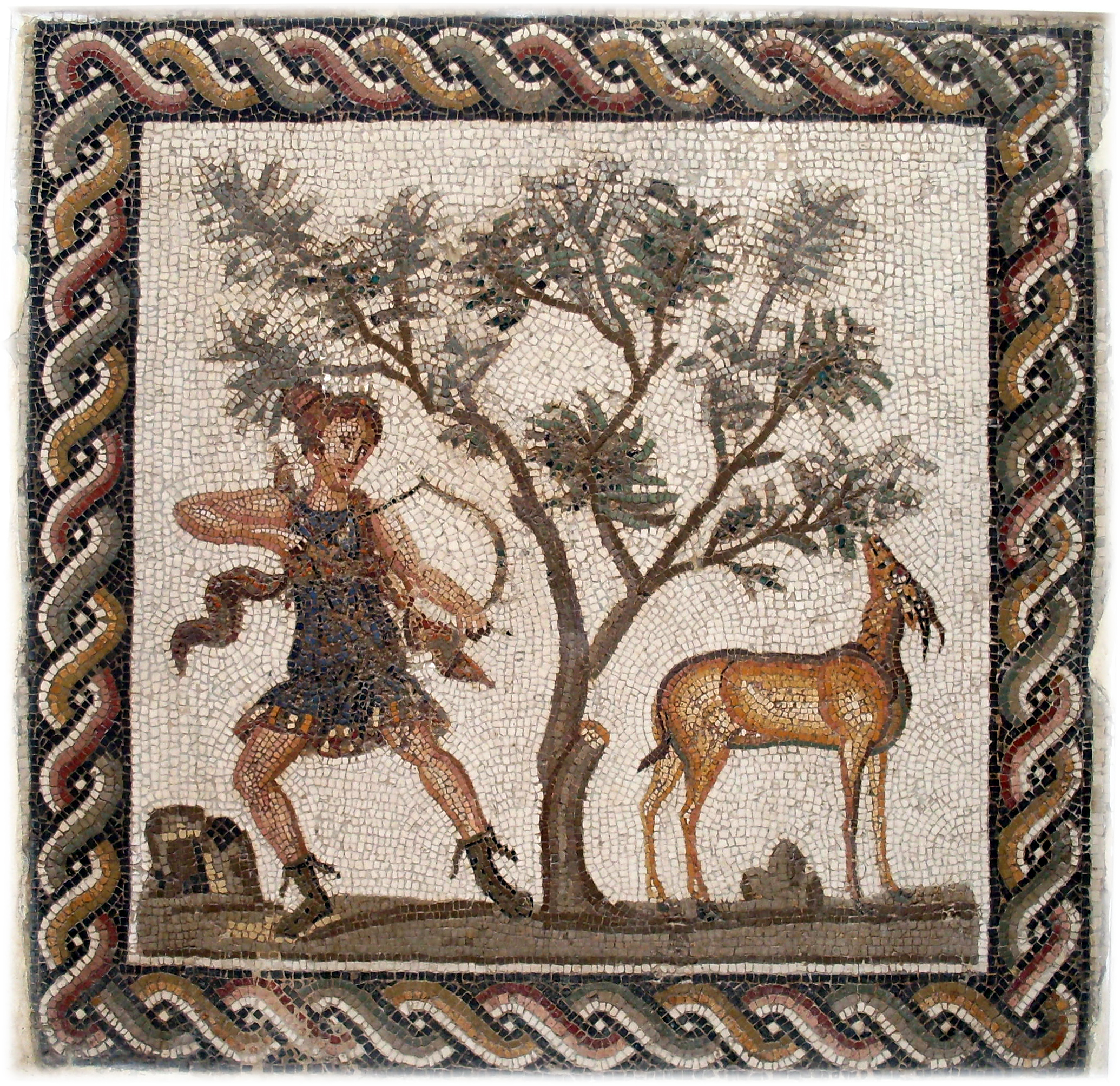
Diana als Jägerin
(römisches Mosaik, 2. Jahrhundert)

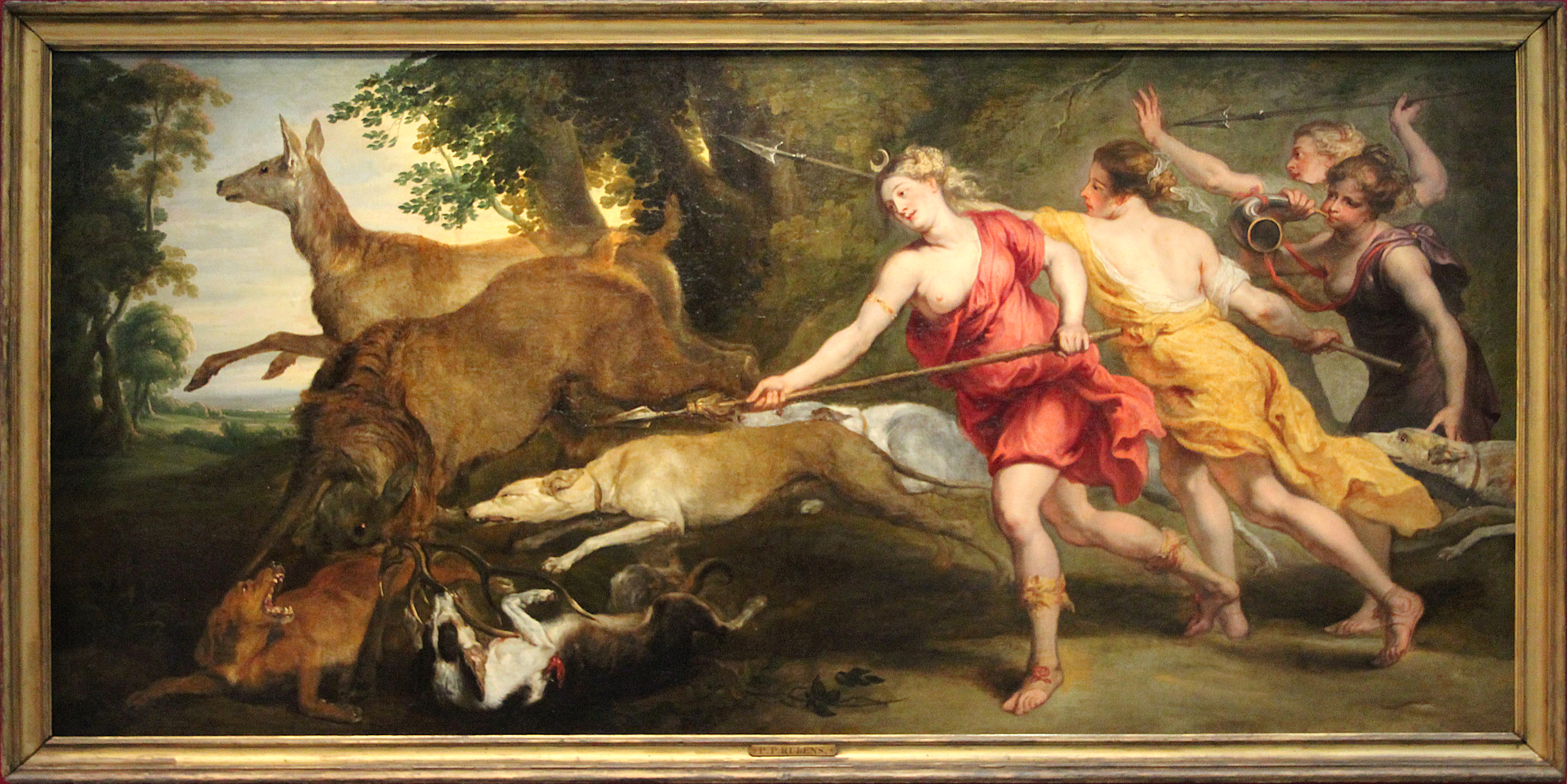
Rubens: Diana als Jägerin
(Privatsammlung, Madrid)

Diana ist in der römischen Mythologie die Göttin der Jagd, des Mondes und der Geburt, Beschützerin der Frauen und Mädchen. Ihr entspricht die Artemis in der griechischen Mythologie.

## Name
Als Varianten ihres Namens erscheinen auch Iana, Deana und Diviana.
Abgeleitet wird der Name vom lateinischen dius („taghell“, „leuchtend“) und einer entsprechenden indogermanischen Wurzel *dei- mit der Bedeutung „glänzen“, „schimmern“, „scheinen“, von der sich auch Götterbezeichnungen wie griechisch Dios (Διός) für Zeus und lateinisch Deus („Gott“) herleiten lassen.
Dementsprechend wird Diana nicht als eine ursprüngliche Mondgöttin angesehen, sondern als „die Leuchtende“, die dann als Gegenpart zur Sonnengottheit Apollo zur Mondgottheit neben Luna, der eigentlichen Mondgöttin, wird.
Als männliche Entsprechung der Diana wird aufgrund der Namenskonstruktion ein Gott Dianus angenommen. Ob dieser mit Janus identisch ist, ist aber umstritten, vor allem, da Dianus auch als Beiname des Jupiter erscheint.

## Kult

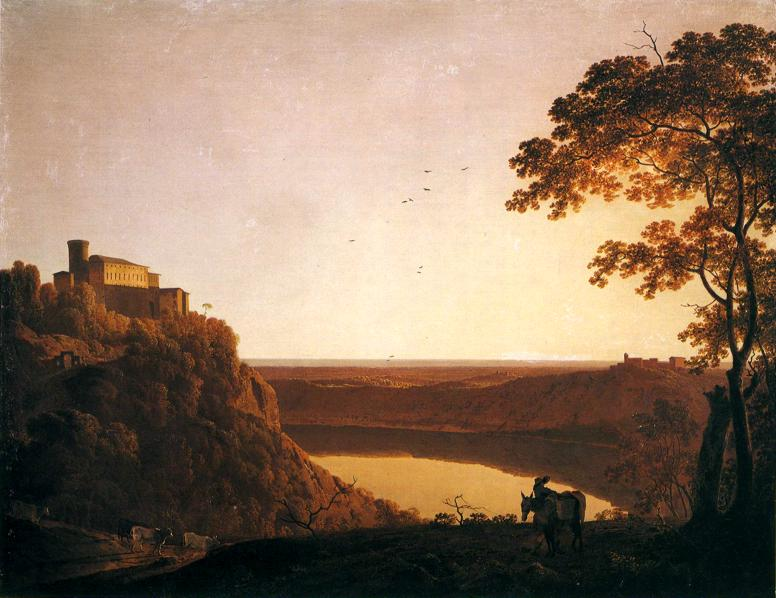
Nemisee
(Joseph Wright of Derby, um 1790)

Diana ist ursprünglich eine italische Gottheit. Ihr bedeutendstes Heiligtum (Dianium) befand sich in den Albaner Bergen bei Aricia am Nemisee, dem speculum Dianae, dem „Spiegel der Diana“. Die Diana Nemorensis wurde dort zusammen mit Egeria und Virbius, zwei untergeordneten Gottheiten, verehrt. Das Heiligtum war gut besucht. Daher die zahlreichen Bettler, die Martial mehrfach erwähnt, die sich dort beim clivus Virbi versammelten. Es war auch so gut ausgestattet, dass Oktavian sich vom Tempel in Nemi ein Darlehen nahm.
Hauptheiligtum der Diana in Rom war ihr Tempel auf dem Aventin, der nach der Überlieferung von Servius Tullius gegründet worden war. Noch zur Zeit des Dionysios von Halikarnassos war die auf einer bronzenen Säule aufgezeichnete Stiftungsurkunde erhalten. Das Heiligtum wird darin als „Dianatempel des Latinerbundes“ bezeichnet. Das Stiftungsfest an den Kalenden des Sextilis (1. August) stimmt mit dem des Heiligtums von Nemi überein. An diesem Tag war ein Festtag der römischen Sklaven (servorum dies) und die römischen Frauen wuschen und pflegten ihr Haar besonders. Dann zogen sie fackeltragend in einer Prozession zum Hain der Göttin von Nemi.
Weitere Heiligtümer in Rom waren:
- Sacellum in Caeliculo, ein Heiligtum auf dem Caeliculus, einem Teil des Caelius.[15] Das Heiligtum wurde 58 v. Chr. zerstört und 54 als Heiligtum der Diana Planciana wieder errichtet, vermutlich von Marcus Plancius Varus von Perge.[16]
- Dianium an der Ecke des clivus urbius und vicus Cyprius auf dem Esquilin[17]
- eine nur Frauen zugängliche Kapelle im vicus Patricius[18]

Ein Tempel der Diana-Artemis wurde von Marcus Aemilius Lepidus in einer Schlacht gegen die Ligurer 187 v. Chr. gelobt und acht Jahre später am Circus Flaminius geweiht. Dieser Tempel wurde von Oktavian nach dem Sieg über Sextus Pompeius in der Seeschlacht von Naulochoi 36 v. Chr. restauriert. Gleichzeitig restaurierte Lucius Cornificius den Dianatempel auf dem Aventin, der daher Tempel der Diana Cornificiana genannt wurde.
Augustus weihte 28 v. Chr. seinen (36 v. Chr. gelobten) Apollotempel auf dem Palatin auch der Diana Victrix (der „sieghaften Diana“), die Säkularfeiern des Jahres 17 v. Chr. wurden unter den Schirm der Geschwister Apoll und Diana gestellt und in der Kaiserzeit gab es Widmungen für Diana Augusta (die „erhabene/kaiserliche Diana“). So war Diana schließlich völlig in den Rahmen kaiserlicher Propaganda integriert.
Bedeutende Kultorte außerhalb Roms waren:
- das Heiligtum der Diana Tifatina bei dem Berg Tifata nahe Capua, ein durch eine Schenkung Sullas, die später von Vespasian bestätigt wurde, sehr begütertes Heiligtum.[21]
- ein Hain bei Anagnia, an der Kreuzung der Via Latina und Via Labicana[22]
- ein Eichenhain auf dem Mons Algidus[23]
- ein Buchenhain bei Tusculum auf dem Hügel Corne[24]
- ein Hain bei Tibur[25]

Auffällig ist, dass sämtliche stadtrömischen Weihungen aus der Zeit der Republik außerhalb des Pomeriums liegen, also außerhalb der römischen Stadtgrenzen im religiösen Sinn. Auch die alten Heiligtümer Latiums liegen sämtlich außerhalb von Städten. Man hat das dahingehend interpretiert, dass Diana sich darin als eine Gottheit der Wildnis und des „Draußen“ erweist. Als Göttin der Wildnis wurde sie zusammen mit Silvanus verehrt und als Gottheit der Grenze (zwischen Wildnis und Zivilisation) von den an den Grenzen des Imperiums stationierten Truppen.

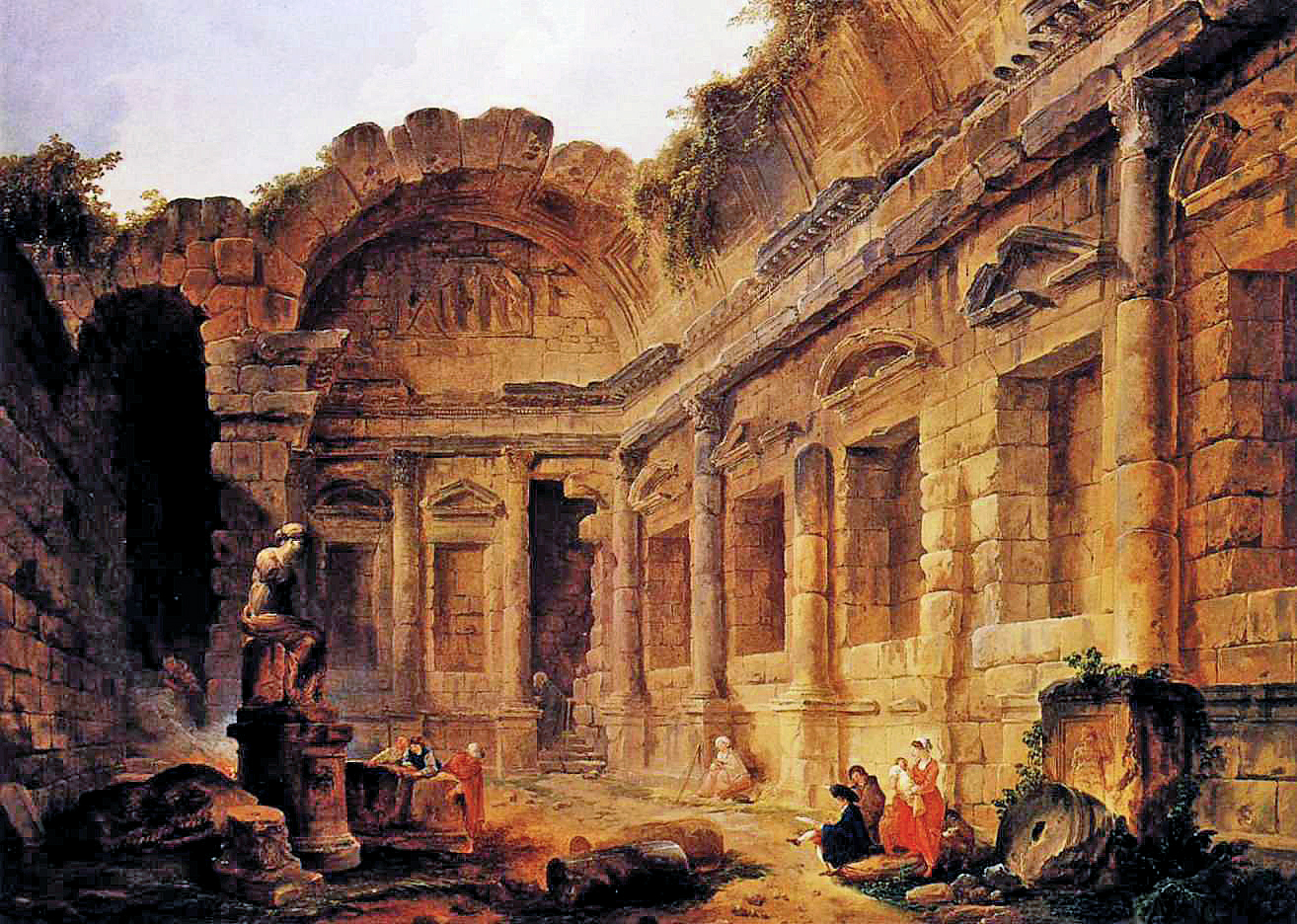
Inneres des Tempels der Diana in Nimes (Hubert Robert, 1771)

In der Kaiserzeit finden sich Kultstätten der Diana im gesamten Reich, wobei „Diana“ hier häufig die Interpretatio Romana einer lokalen Gottheit ist. So steht Diana z. B. für die syrische Göttin von Hierapolis oder für Abnoba oder Arduinna bei den Kelten.
Reste von der Diana gewidmeten Tempelbauten finden sich u. a. in:
- Cefalù
- Emerita Augusta (heute Mérida)
- Évora
- Meßkirch, siehe Villa rustica (Meßkirch)
- Nîmes

## Mythos

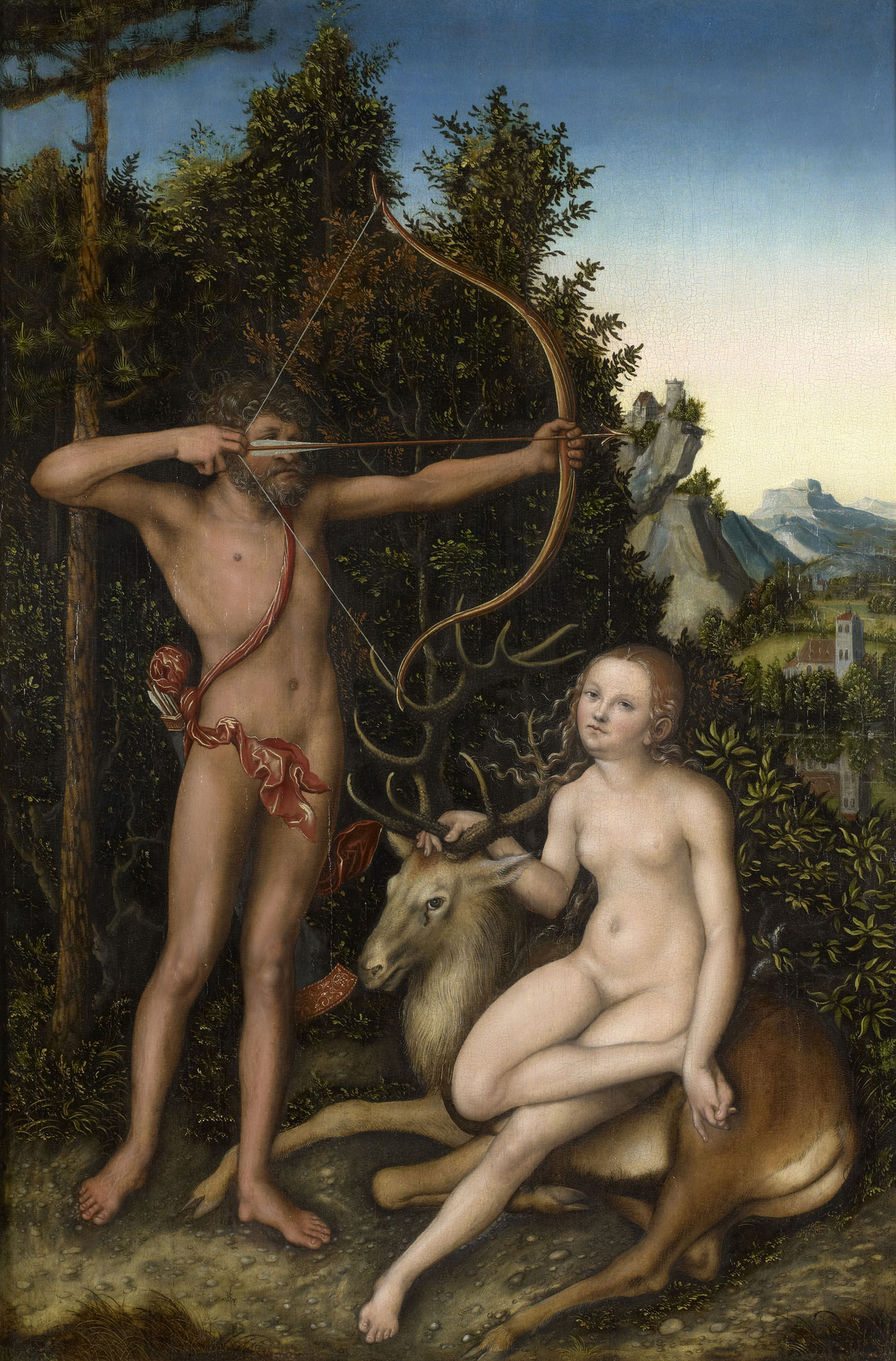
Apollon und Diana
(Lucas Cranach d. Ä., 1530)

Ursprünglich scheint Diana hauptsächlich eine Helferin der Frauen bei der Niederkunft gewesen zu sein. Als eine Göttin des „Draußen“ bewahrte sie die Frauen vor dessen Gefahren, also vor allem vor dämonischen Anfechtungen während der Geburt. Ihre Rolle als Helferin bei der Geburt drückte sich auch in ihrem Beinamen Lucina aus, den sie mit Juno, der anderen Geburtshelferin teilte: sie war diejenige, die das Kind ans Licht brachte, es das „Licht der Welt“ erblicken ließ.

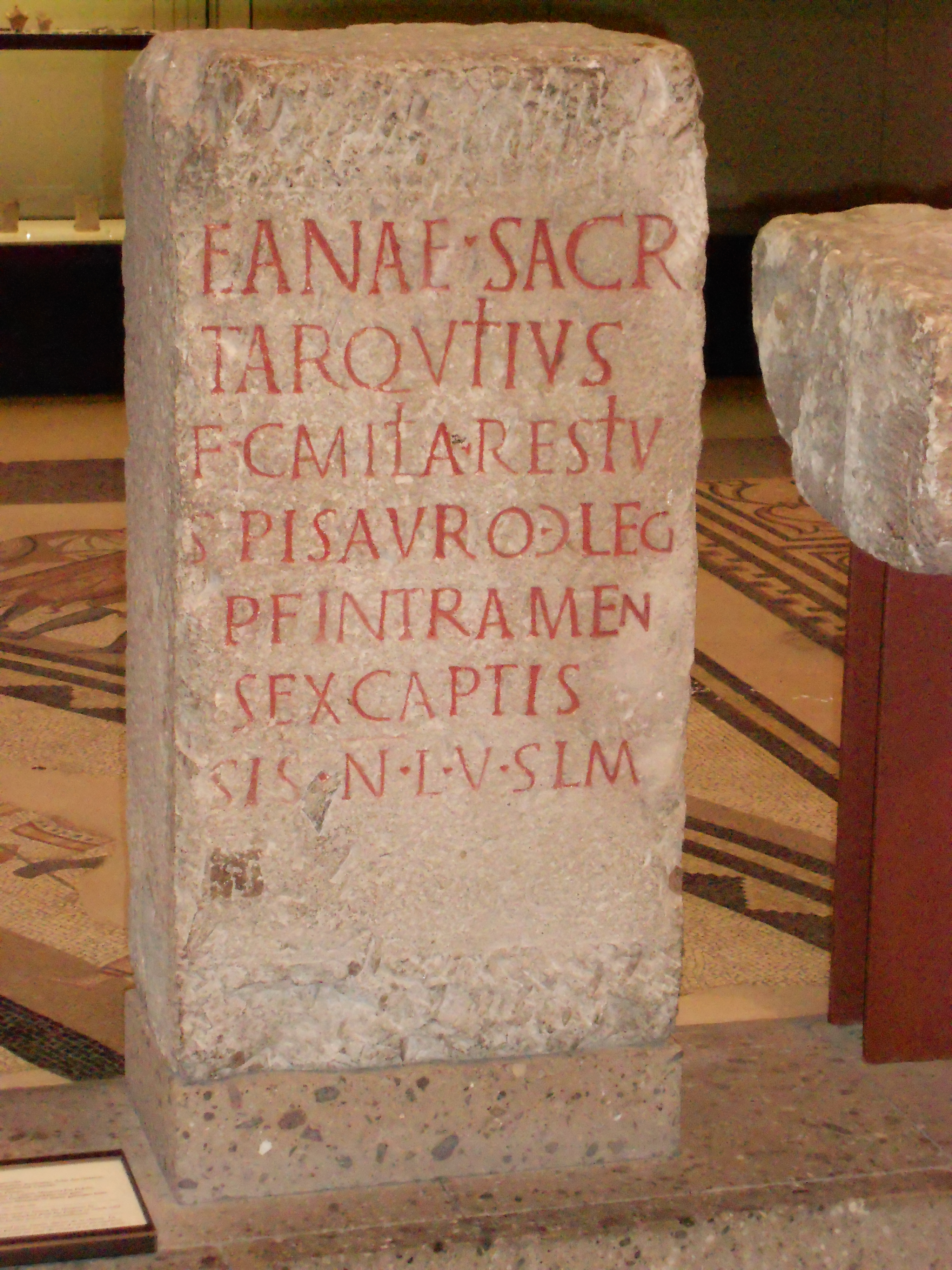
Votivgabe für Diana als Dank für Erfolg bei der Bärenjagd, Römisch-Germanisches Museum, Köln

Ihre Bedeutung als Göttin der Frauen und Geburtshelferin (obstetrix) wird belegt durch zahlreiche sich auf Geburt und Fruchtbarkeit beziehende Votivgaben, die man in Nemi gefunden hat, z. B. Vulven, Phalli, Mütter mit Säuglingen etc.
Wissowa argumentiert daher, dass Diana Nemorensis an sich keine politische Göttin gewesen sei, sondern ihre politische Bedeutung nur daher rühre, dass Aricia der Hauptort eines latinischen Städtebundes gewesen sei. Es finden sich auch Votivgaben für Jagderfolg, so etwa von einem in Germania inferior stationierten Centurio, der sich dafür bedankt, innerhalb von nur sechs Monaten 50 Bären gefangen zu haben. Die Tiere wurden bei Tierhetzen in der Arena benutzt.
Von einem ursprünglichen Mythos der Diana – unabhängig von der griechischen Mythologie – ist nichts überliefert, da Diana schon sehr früh und fast vollständig mit der griechischen Artemis identifiziert wurde. Die griechischen Mythen wurden unter Ersetzung der griechischen Gottheiten mit ihren römischen Entsprechungen übernommen. Demnach ist Diana Jupiters Verbindung mit Latona entsprungen, war die Schwester des Apollo, blieb Jungfrau, vermählte sich nicht usw.
Auch die Verbindung von Artemis und Hekate wurde auf Diana übertragen, weshalb Diana als Attribut neben dem Bogen sehr oft die Fackel der Hekate trägt.
Da Hekate auch die Göttin der Scheidewege und Wegkreuzungen (trivium) war, erscheint ab augusteischer Zeit Trivia als Name der Diana. Vergil nennt den Nemisee auch lacus triviae.
Die keltische Göttin Artio wird in der Interpretatio Romana ebenfalls der Diana gleichgesetzt.

## Darstellung
Die Behauptung, das Kultbild in Aricia sei dreigestaltig gewesen wie manche Darstellungen der Hekate, lässt sich alleine aus dem Namen nicht ableiten.
Vielmehr stellten das Kultbild von Nemi ebenso wie das Kultbild der Diana Tifatina (zumindest in den erhaltenen Kopien) sie als jugendliche Jägerin dar mit kurzem Chiton, Köcher und Bogen, Jagdstiefeln und Fackel, ähnlich dem bekannten Typus der „Diana von Versailles“.
Oft wird sie als junge Jägerin mit kurzem Chiton, Köcher mit Pfeilen und Bogen und einem jungen Hirsch dargestellt.

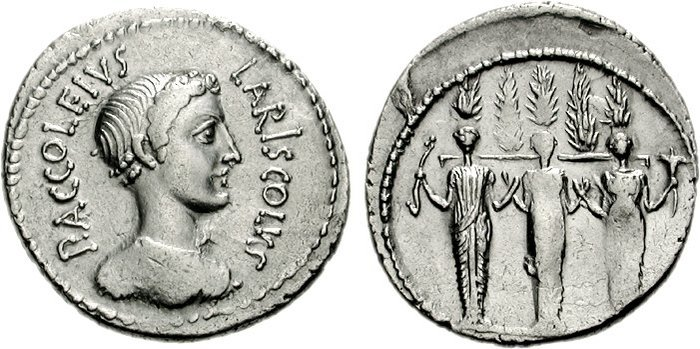
Denar mit dreigestaltiger Gottheit

Dass es sich bei dem Denar des Publius Accoleius Lariscolus aus dem Jahr 43 v. Chr., der auf dem Revers drei weibliche Gottheiten zeigt, um eine Darstellung der Diana Nemorensis handelt, ist nicht gesichert.
Die Göttinnen tragen Bogen, Zweig und Fackel oder Stab als Attribute und sind durch ein Joch oder einen Balken auf Schulterhöhe verbunden.
Das Kultbild des aventinischen Tempels soll vom Typus der Artemis von Ephesos gewesen sein, da es nach Strabon ein Abbild der Artemis von Massilia war, die wiederum der ephesischen Artemis entsprach.

## Diana als Herrin der Hexen im Mittelalter

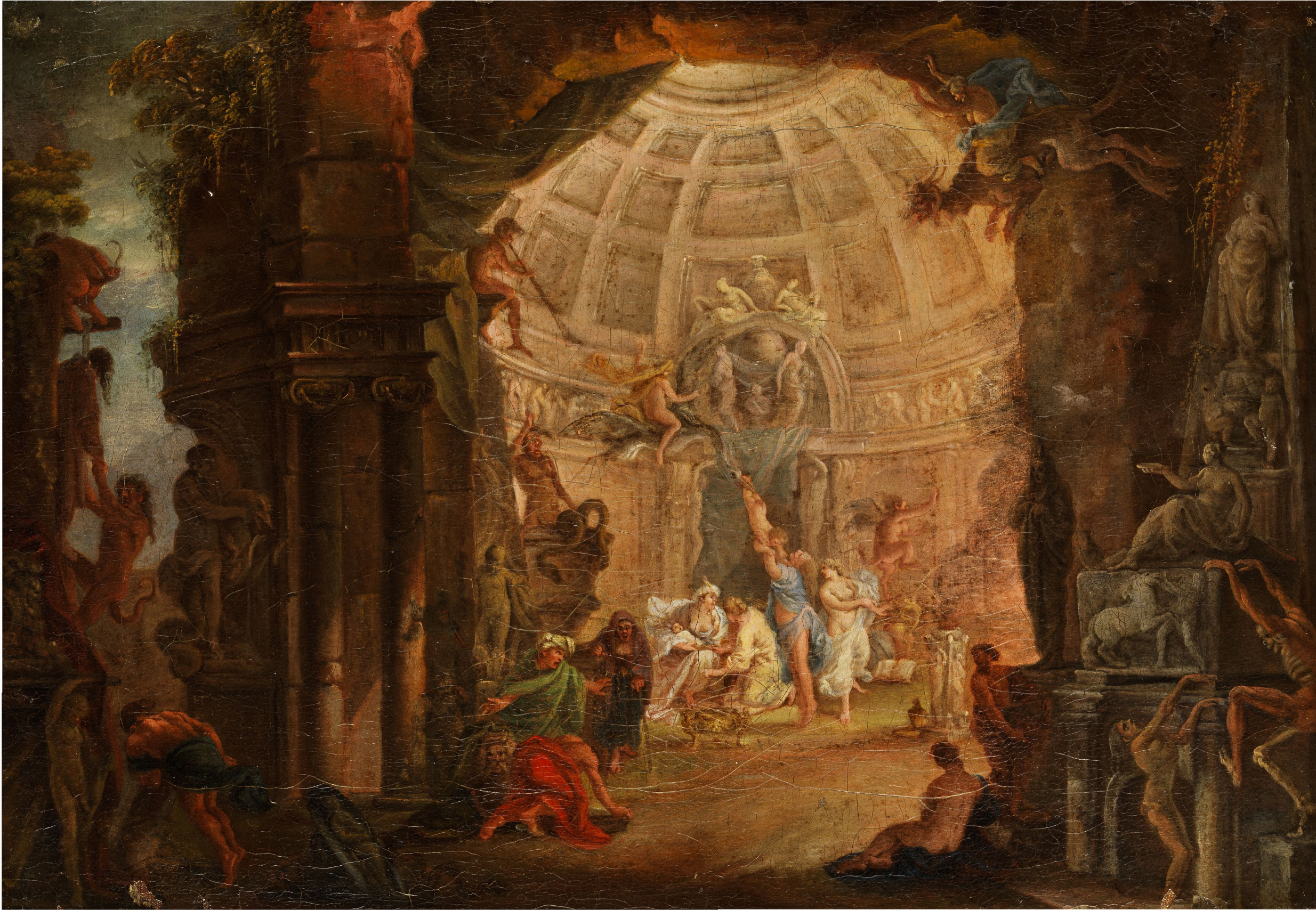
Hexentanz in antiker Ruine

Zwei Hexen (Hans Baldung, 1523)

Im Mittelalter wurde Diana zur Göttin der Hexen. Das scheint durch zahlreiche Belege aus mehreren Jahrhunderten gesichert. Bereits 906 erscheint des Regino von Prüm De synodalibus causis et disciplinis ecclesiasticis, darin enthalten der Canon episcopi, eine Sammlung von Anweisungen für Bischöfe und ihre Vertreter. In einer Liste auszumerzender Vorstellungen steht dort:
Es darf nicht übergangen werden, daß es gewisse verbrecherische Frauen gibt, die Satan gefolgt sind und, durch Blendwerk und Vorspiegelungen der Dämonen verführt, glauben und bekennen, des Nachts zusammen mit der heidnischen Göttin Diana und einer unzählbaren Menge von Frauen auf gewissen Tieren zu reiten, in der Stille der Nacht große Entfernungen zurückzulegen, die Weisungen der Göttin zu befolgen, als wäre sie die Herrin, und in bestimmten Nächten zu ihrem Dienst gerufen zu werden.
Hier ist der ganze Mythos vom Hexensabbat vorgebildet, mit dem Unterschied, dass nicht Satan, sondern die heidnische Diana Herrin des Sabbats ist. Ähnliches findet sich im Buch XIX des Decretum des Burchard von Worms, der zur Göttin Diana die biblische Herodias ergänzt.
Der italienische Historiker Carlo Ginzburg meldete allerdings in seiner Untersuchung des Hexenwesens Zweifel an der Authentizität der Diana in solchen Texten und den (späteren) Berichten der Hexenverfolger an.
Er vermutete eine Art Interpretatio Romana, also dass bei der Aufzeichnung von Aussagen der Hexerei Angeklagter die von diesen genannten Namen in andere, den Autoren der Texte geläufige übersetzt wurden.
Gelegentlich tauchen diese authentischen Namen doch auf, dann ist die Rede von einer Bensozia (vielleicht Bona Socia: „gute Gefährtin“) und Madona Horiente, so die Akten eines Verfahrens von 1390. In den Aufzeichnungen des Inquisitors Beltramino da Cernuscullo liest man jedoch stattdessen das „Spiel der Diana, die sie Herodias nennen“.
In einem anderen Fall, der sich in einer Predigt des Nikolaus von Kues findet, berichtet dieser von Frauen, die bekannt hatten, zu einer „Gesellschaft der Diana“ zu gehören, die sie als Quelle des Reichtums verehren, als „sei sie Fortuna“ (quasi Fortunam). Und er verweist auf die Diana von Ephesos, die schon seit jeher eine Widersacherin des Glaubens gewesen sei, wie sich ja auch der Apostelgeschichte entnehmen lasse. Dann ergänzt er noch, dass diese Frauen die Göttin in italienischer Sprache Richella nennen würden, was „Mutter des Reichtums und der glücklichen Fügung“ bedeute, daher Fortuna. Und gelehrt fährt er fort, diese sei offenbar als Abundia oder Dame Habonde zu identifizieren, eine mittelalterliche Sagengestalt, die auf die römische Abundantia zurückgeht.
Die von Ginzburg angeführten Beispiele lassen an einem Überleben der antiken Diana im Glauben des Volkes zumindest Zweifel aufkommen. Was hier tatsächlich authentisch ist und was von – mit den heidnischen Göttern wenn nicht durch antike Autoren, dann zumindest durch die apologetischen Schriften der Kirchenväter vertrauten – Theologen konstruiert wurde, lässt sich heute fast nie mehr entscheiden.
So beispielsweise Diana als Anführerin der Wilden Jagd: In den Predigten des Dominikaners Johannes Herolt werden in einer Auflistung abergläubischer Personen solche erwähnt, die glauben, dass „Diana, in der Volkssprache Unholde oder die selige Frawn genannt, in der Nacht mit ihrem Heer umgeht und sie große Distanzen zurücklegen.“
Dass in einigen Sprachen und Dialekten eine Bezeichnung für „Hexe“ sich vom Namen „Diana“ ableiten lässt – jana im Alttoskanischen und im Sardischen, janára im Neapolitanischen, gene im Altfranzösischen, šana im Asturischen, jana im Altprovenzalischen usw. –, ist auch kein Beleg für das Überleben einer lebendigen Tradition der heidnischen Gottheit.

## Rezeption

### Bildende Kunst

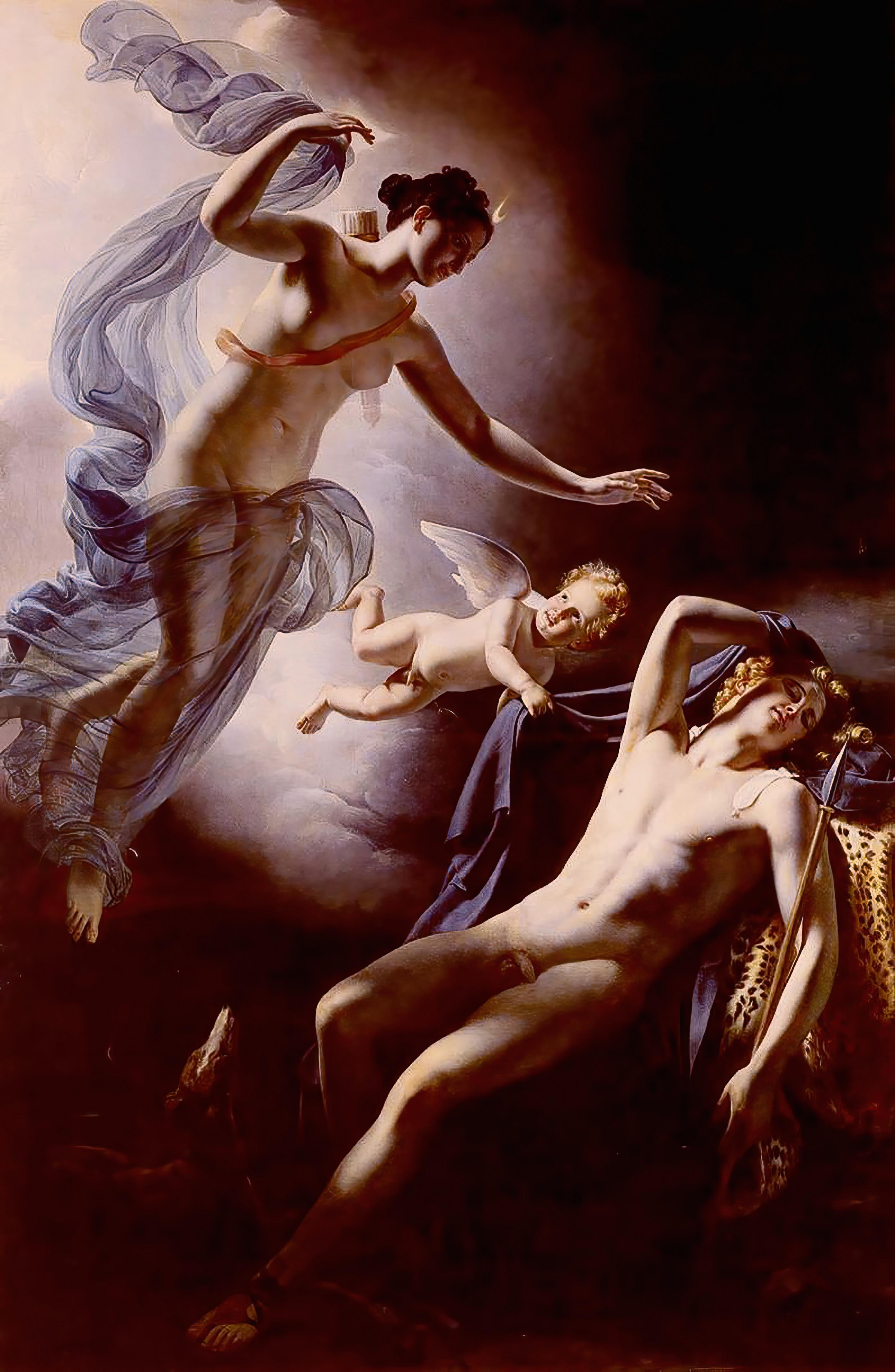
Diana und Endymion
(Jérôme Martin Langlois, 1822)

Dadurch, dass (vor allem in der nachantiken Mythologie) Apollon mit Helios identifiziert wurde, wurde Artemis und damit auch Diana mit der griechischen Selene bzw. der römischen Luna gleichgesetzt. Das führte dazu, dass beispielsweise „Diana und Endymion“ (eigentlich: „Selene und Endymion“) ein beliebtes Sujet der bildenden Kunst in der Neuzeit ist.
Diese ikonografische Verschmelzung wird vollständig, wenn der Bogen der Diana zur Mondsichel wird, wie man es beispielsweise in der Schlussszene der Pastorale-Episode in Walt Disneys Fantasia sieht.
Es gibt aber zahlreiche weitere Sujets aus den Mythen um Diana-Artemis, die in der Malerei, aber auch in der Skulptur der Neuzeit vielfach gestaltet wurden.
Dazu gehört vor allem die Darstellung des Mythos um den Jäger Aktaion, der Diana beim Baden beobachtet und von seinen eigenen Hunden zerrissen wird. Dieser Mythos lieferte zunächst als Motiv die (mit ihren Nymphen) badende Diana, zusammen mit dem als Voyeur im Gebüsch versteckten Aktaion, ferner die dramatische Szene der Zerfleischung des Aktaion durch seine Hunde.
Auch das Geschwisterpaar Apollo und Diana war ein beliebtes Sujet vor allem des 16. Jahrhunderts (Dürer, Lucas Cranach der Ältere, Jan Brueghel der Ältere).
Arnold Böcklin schuf 1877 das Gemälde Schlafende Diana, von zwei Faunen belauscht.

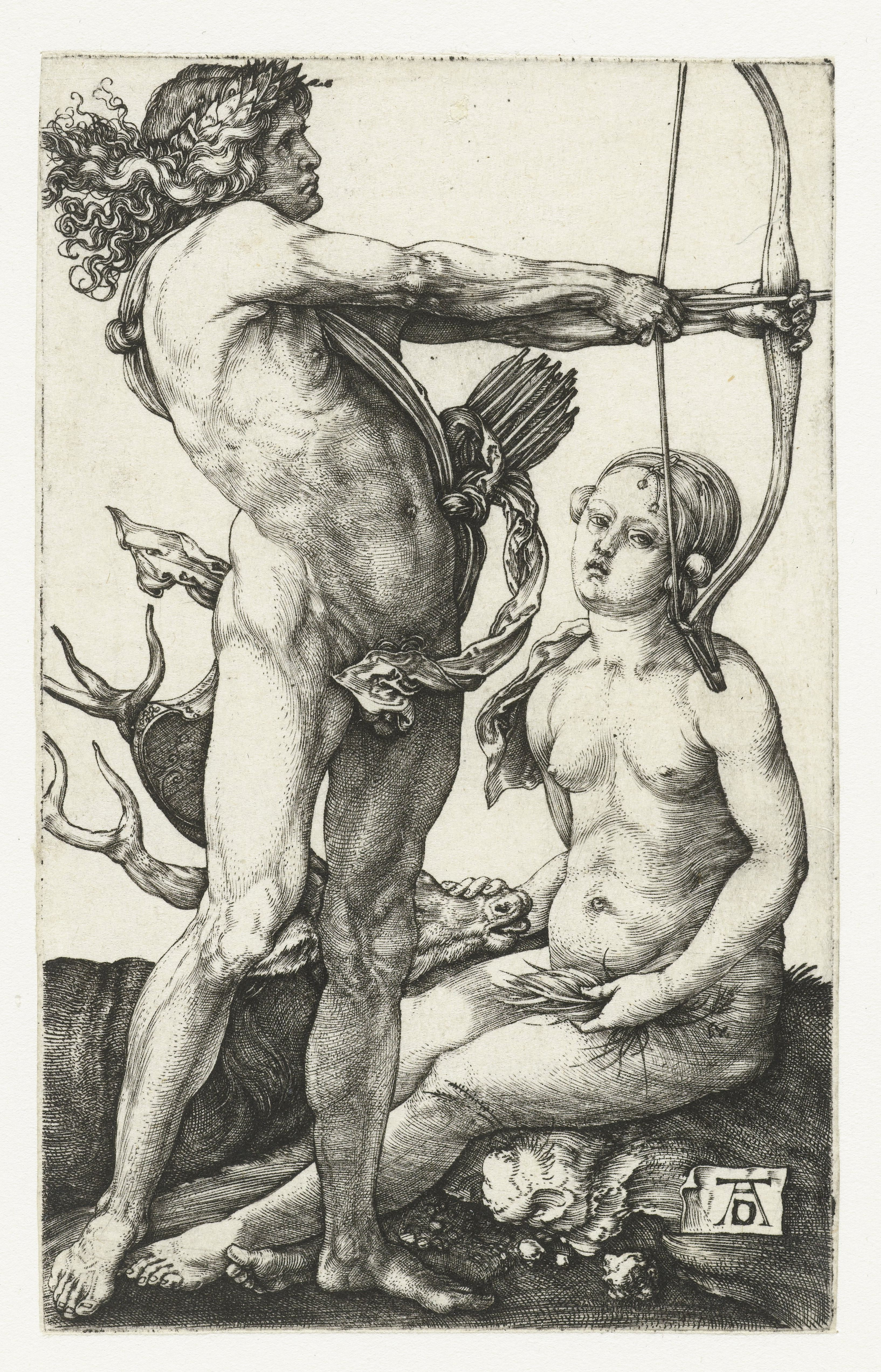
Apollo und Diana (Albrecht Dürer, 1502)
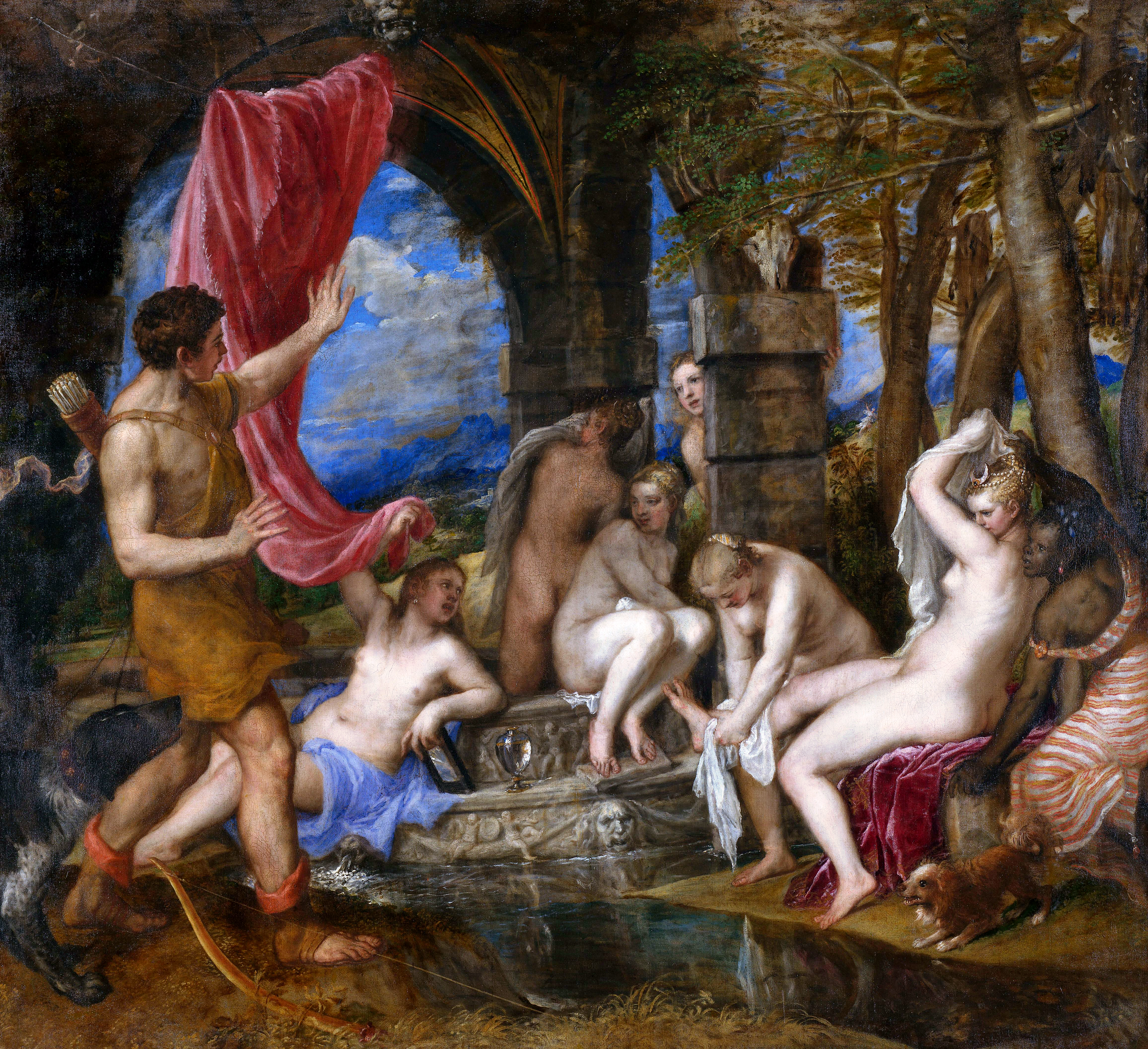
Diana und Aktaion von (Tizian, 1556–1559)
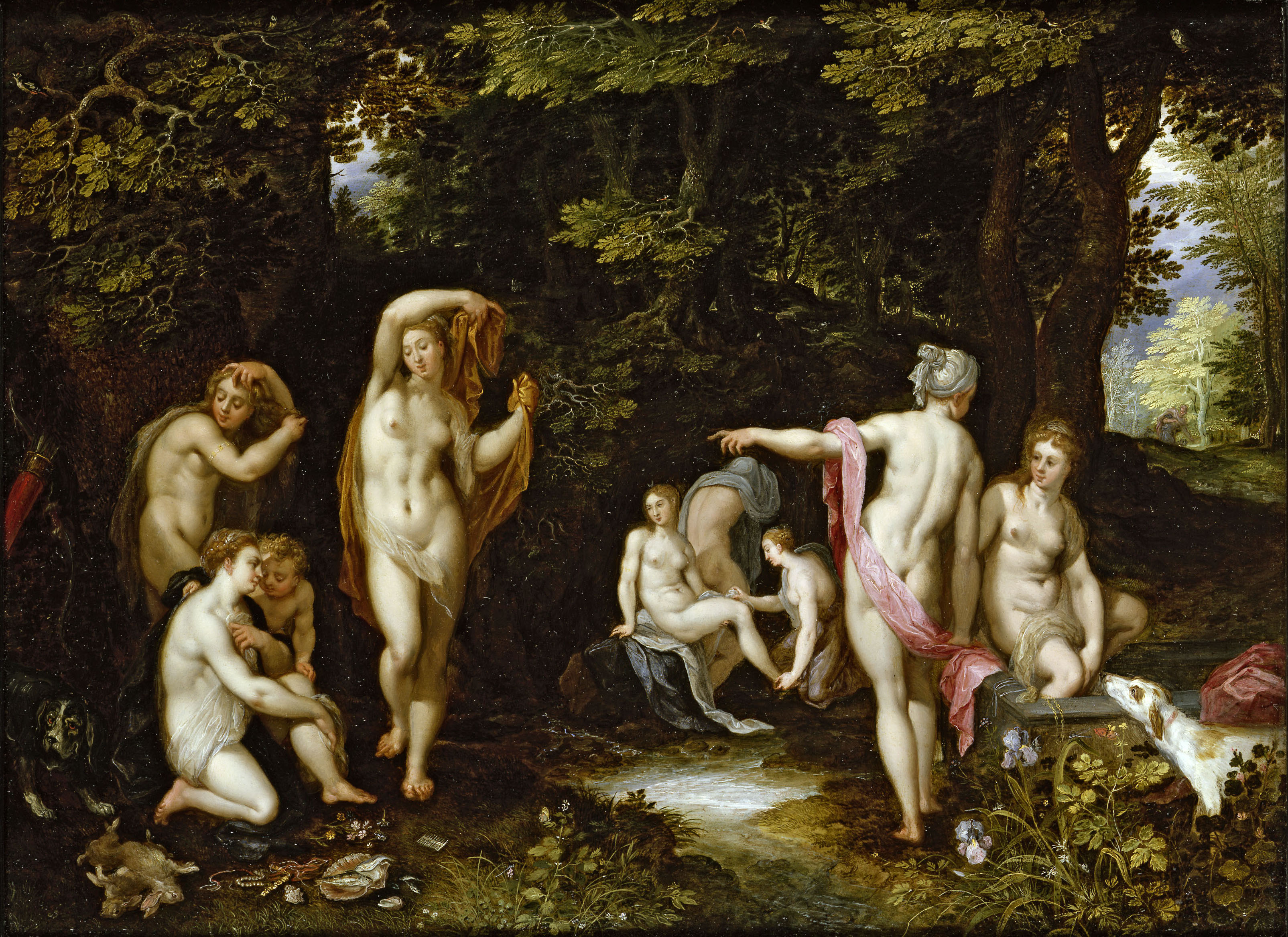
Diana und Actaeon (Jan Brueghel der Ältere, Jacob de Backer, um 1595)
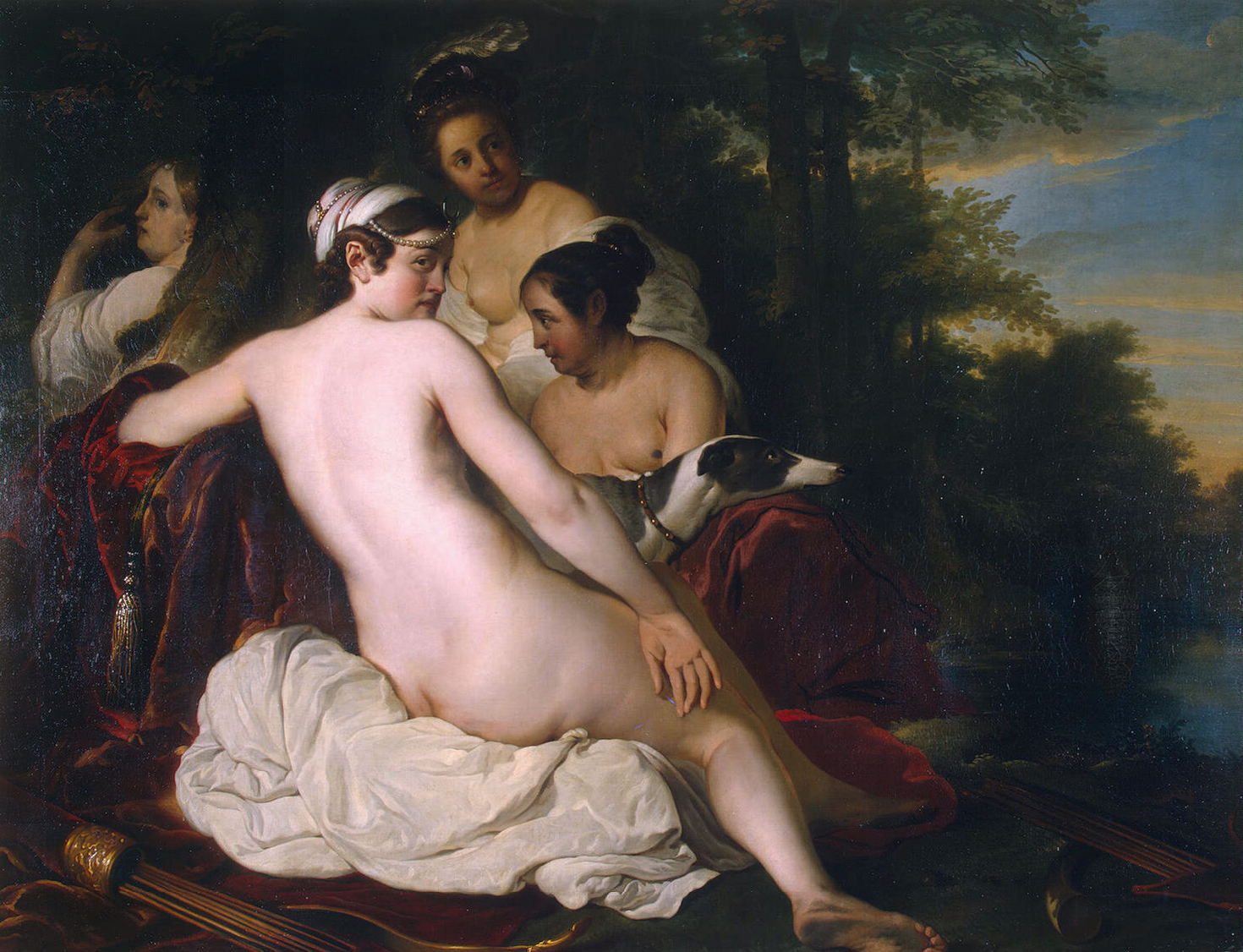
Diana und ihre Nymphen (Jacob Adriaensz. Backer, 1649)
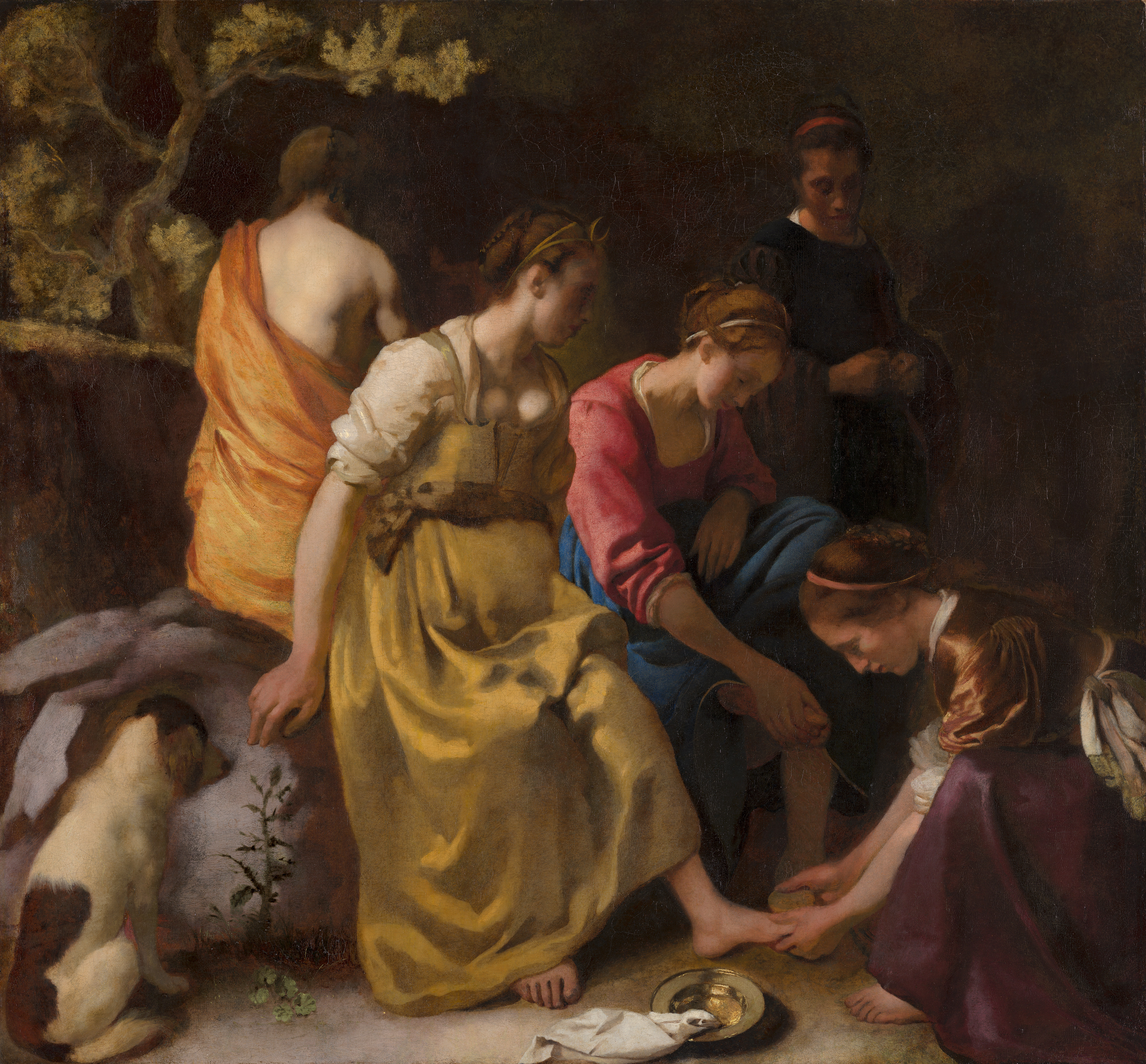
Diana und ihre Begleiterinnen (Jan Vermeer, 1653/1654)
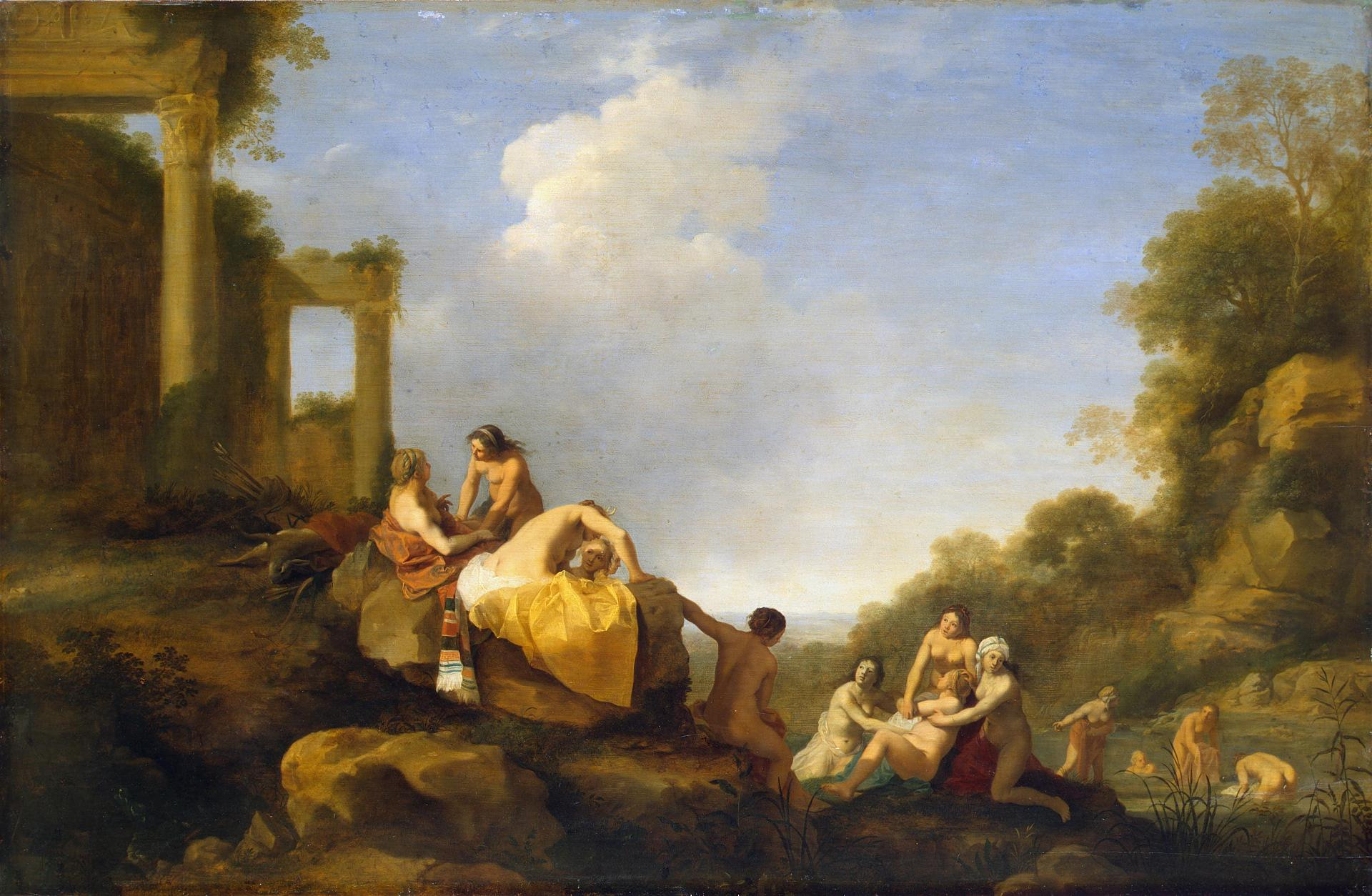
Landschaft mit Diana und Callisto (Cornelis van Poelenburgh, 17. Jh.)
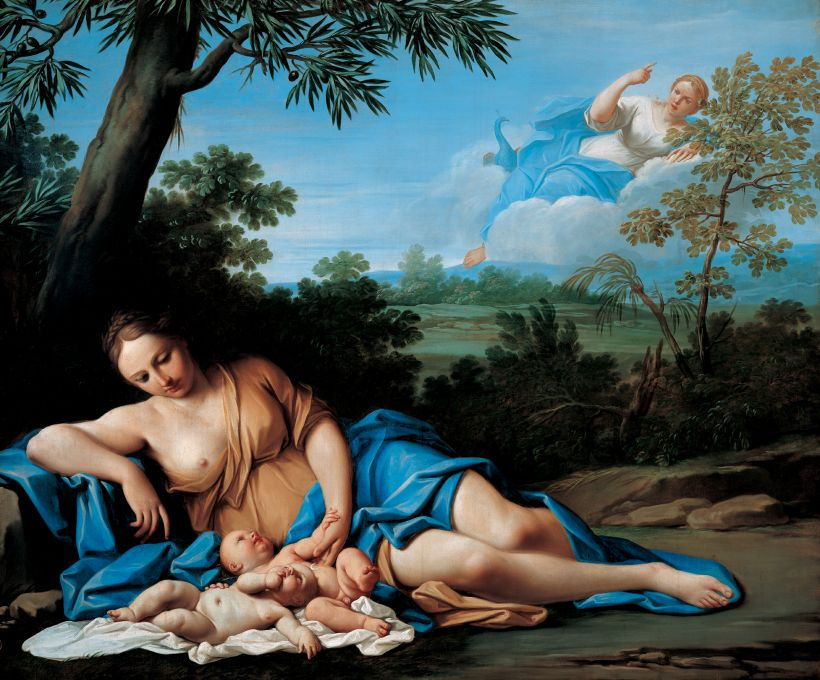
Die Geburt des Apollo und der Diana (Marcantonio Franceschini, um 1700)
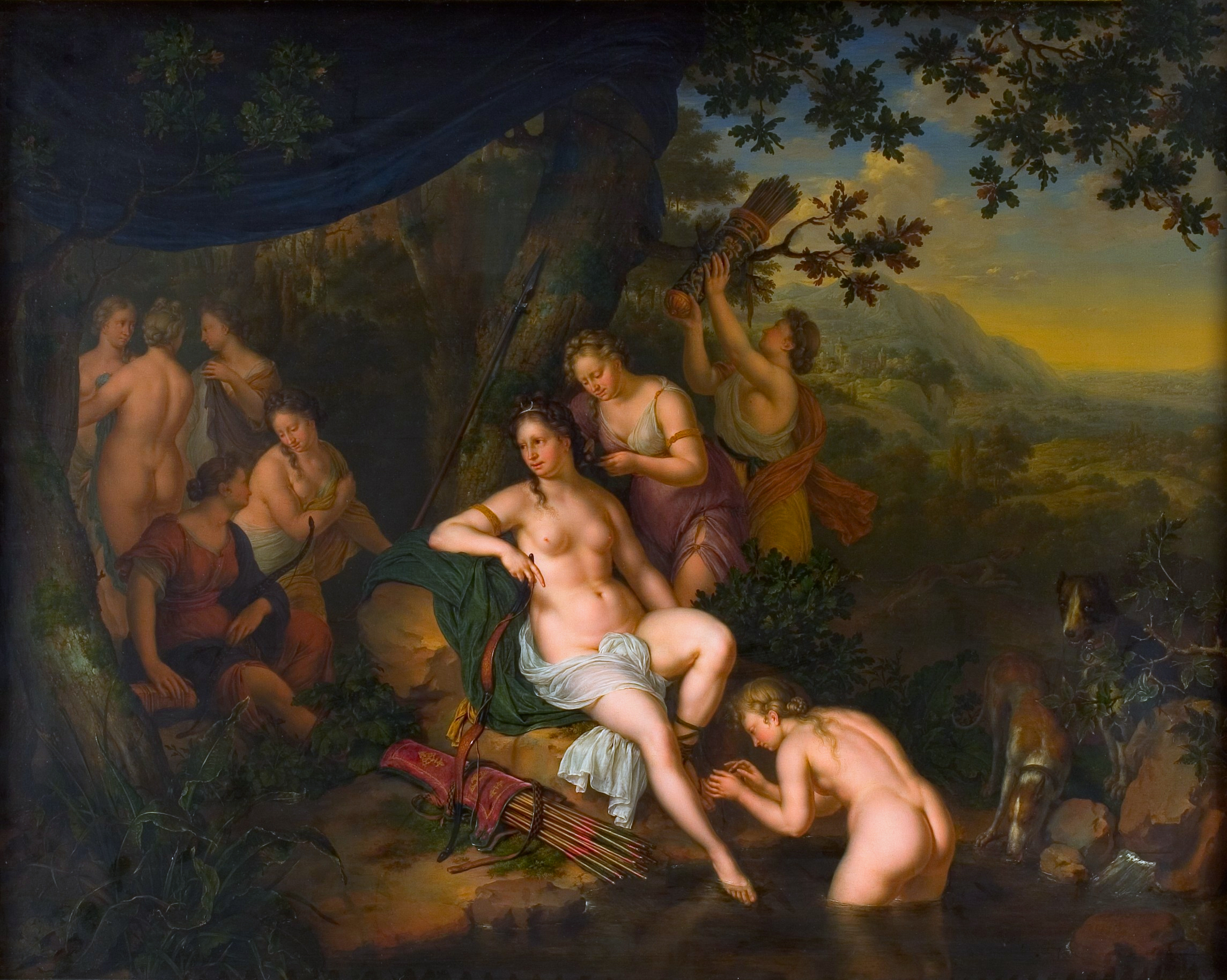
Diana und ihre Nymphen (Willem van Mieris, 1702)
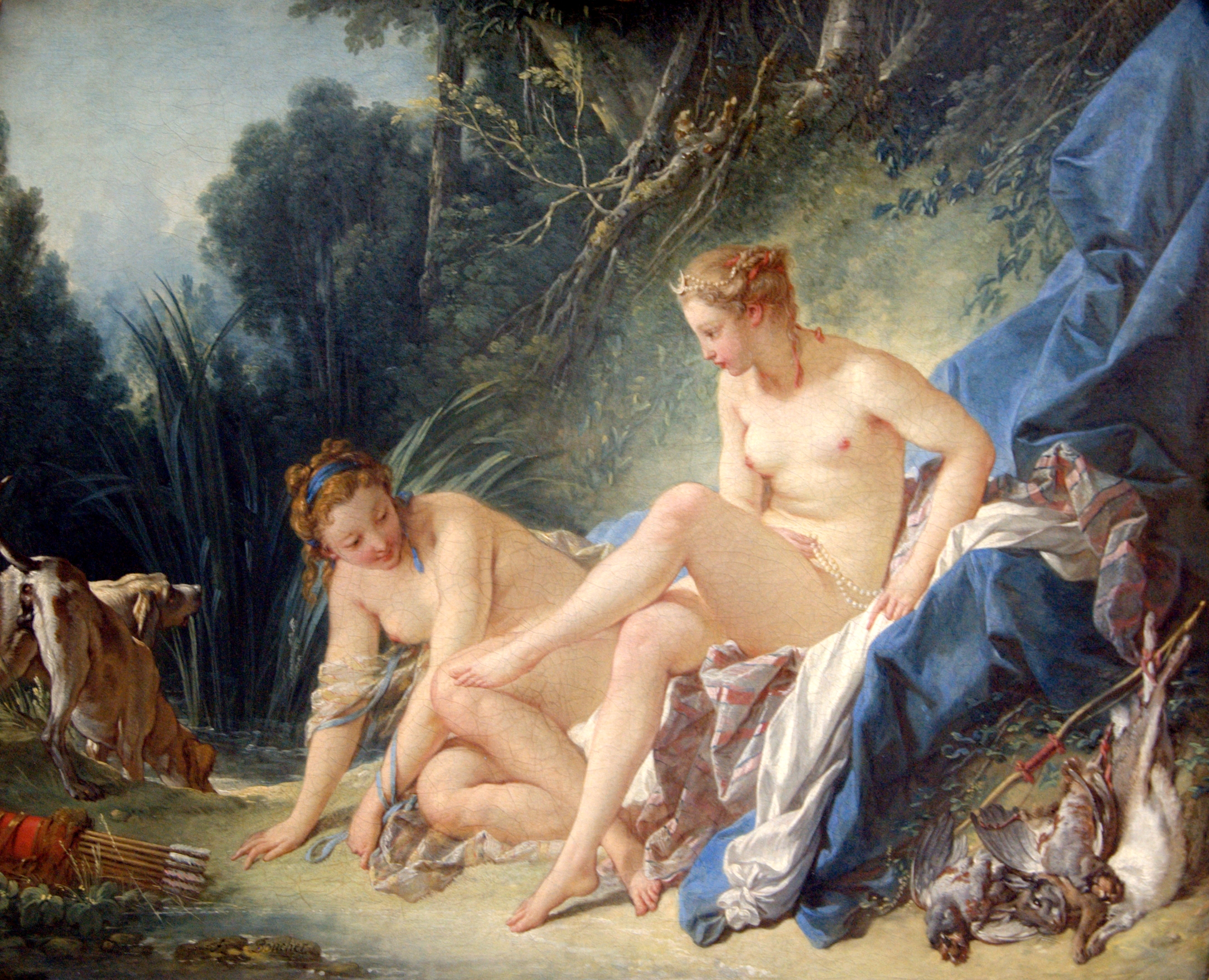
Diana verlässt das Bad (François Boucher, 1742)
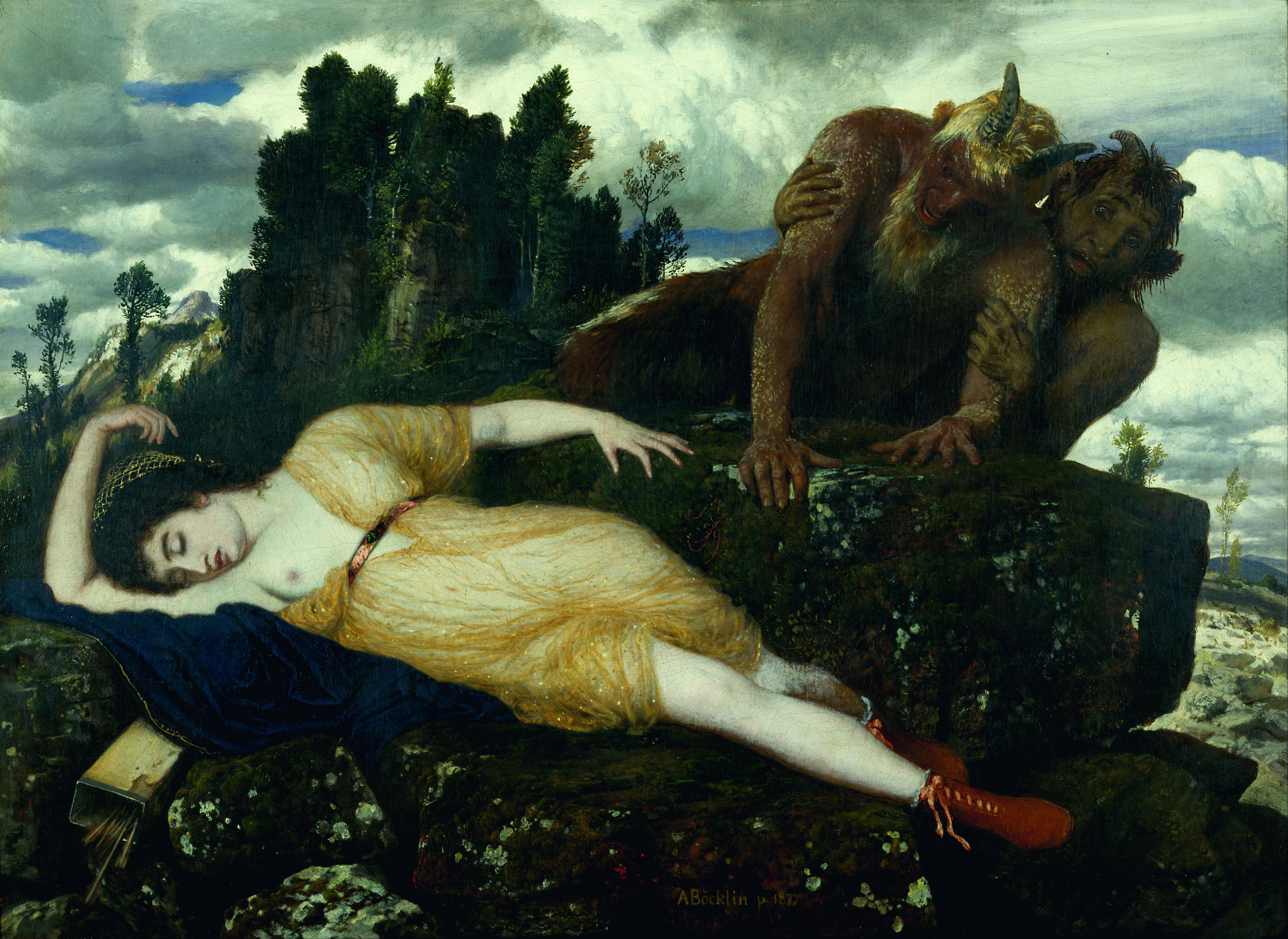
Schlafende Diana, von zwei Faunen belauscht (Arnold Böcklin, 1877)
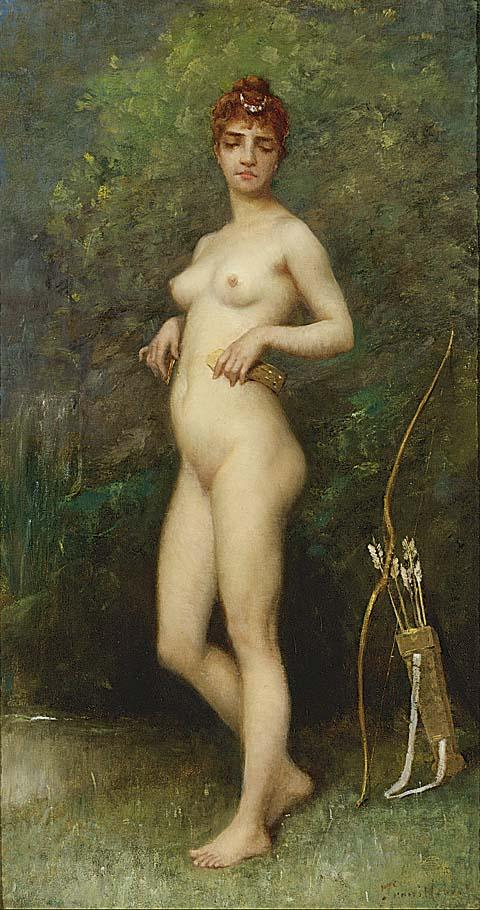
Die Jägerin Diana (Paul Désiré Trouillebert, 19. Jh.)
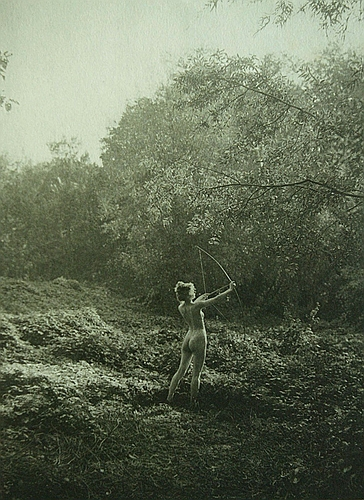
Diana (Fotografie von Paul Bergon, 1898)